# Current Organic Chemistry
Current Organic Chemistry (abrégé en Curr. Org. Chem.) est une revue scientifique à comité de lecture qui publie des articles sur la chimie organique.
D'après le Journal Citation Reports, le facteur d'impact de ce journal était de 1,933 en 2019. Le directeur de publication est György Keglevich (Université polytechnique et économique de Budapest, Hungary).